# 서양자두나무
서양자두나무(영어: European plum 유러피언 플럼[*]→유럽 자두, 학명: Prunus domestica 프루누스 도메스티카[*])는 장미과의 나무이다. 긴둥근꼴로 밑부분이 들어가고, 한쪽에 홈이 있으며, 열매 지름이 자연생은 2.2cm 정도지만 재배종은 7cm에 달한다.

## 특징
작은 큰키나무(소교목)으로, 높이는 10m 정도이다. 넓은잎나무이며, 가을에는 낙엽이 진다.
일년생 나무의 가지는 적갈색이며, 털이 없고 윤이 난다. 잎은 어긋나기하며, 긴 거꿀달걀모양 또는 긴타원모양으로, 잎 끝은 길지 않고 급하게 뾰족해진다. 잎 길이는 6~8cm, 폭은 3~5cm 정도이고, 잎자루는 길이 1~2㎝이고 2~5개의 선이 있다. 잎 가장자리에 둔한 홑톱니와 겹톱니가 섞여 있으며, 잎 표면은 털이 없고 뒷면은 털이 있다. 흰 꽃이 4월에 잎이 나기 전에 피는데, 대개 3개씩 달린다. 꽃 지름은 1.5~2.2cm이고, 꽃자루는 길이 1~2cm이이다. 꽃받침 갈래조각은 긴 달걀모양으로 톱니가 약간 있으며, 꽃잎은 길이 1cm 정도인 긴 거꿀달걀모양이다.
열매는 7월에 벽흑색으로 익고 과육은 연한 황색이다. 긴둥근꼴로 밑부분이 들어가고, 한쪽에 홈이 있으며, 열매 지름이 자연생은 2.2cm 정도지만 재배종은 7cm에 달한다. 핵은 거꿀달걀모양이며 양끝이 약간 좁고 결이 거칠다.

## 재배
한국에서는 해발 100~300m인 인가 부근에서 과일나무로 심고 있다.
화강암계, 현무암계, 화강편마암계, 변성퇴적암계, 경상계, 반암계, 편상화강암계 등에서 잘 자라며, 추위는 잘 견디지만 건조함이나 더위는 잘 못 견딘다.
수많은 재배종들이 경작지에서 사용되고 있다. 아래의 재배종들은 왕립 원예 학회의 가든 메리트 상을 받았다.
| - 'Blue Rock' - 'Blue Tit' - 'Czar' - 'Imperial Gage' | - 'Jefferson' - 'Laxton's Delight' - 'Mallard' - 'Marjory's Seedling' | - 'Opal' - 'Oullins Gage' - 'Pershore' - 'Victoria' |

## 아종
- 서양자두나무 (P. domestica subsp. domestica)
- 댐전자두 (P. domestica subsp. insititia)
- P. domestica subsp. intermedia
- P. domestica subsp. italica
- P. domestica subsp. pomariorum
- P. domestica subsp. prisca
- P. domestica subsp. syriaca

## 쓰임새
열매인 서양자두를 생으로 먹기도 하고, 잼이나 파이를 만들기도 한다. 말리면 프룬이 된다. 자두를 발효시켜서 자두 와인을 만든 후 이를 증류시키면 동유럽에서는 슬리보비츠로 알려진 브랜디가 만들어진다. 자두는 식물 섬유도 풍부해 자두즙은 소화기 계통의 원활함을 도울 수도 있다.
한의학에서는 씨를 "욱리인"이나 "이핵인"이라는 약명으로 부르며, 다른 약재와 같이 처방하여 약으로 쓴다.

## 같이 보기
- 열녀목
- 자두나무